# Stara Rega
La Stara Rega est une rivière de Pologne qui prend sa source dans la gmina de Drawsko Pomorskie. C'est un affluent de la Rega, vers Słonowice.